# Tove Maës
Tove Rønnenkamp Maës, född 30 april 1921 i Köpenhamn, död 31 december 2010 i Gentofte kommun, var en dansk skådespelare. Hon fick Bodilpriset för bästa kvinnliga huvudroll tre gånger: 1954, 1971 och 1983. År 1950 spelade hon den kvinnliga huvudrollen i filmatiseringen av Morten Korchs roman De røde heste.

## Filmografi i urval
- 1946 – Ditte människobarn
- 1947 – Vi rackarungar
- 1948 – Mens porten var lukket
- 1965 – Jag – en kvinna
- 1966 – Jag – en älskare
- 1979 – Matador (TV-serie)
- 1987 – Hip hip hurra!
- 1994 – Riket (TV-serie)